# ناوغاون
ناوغاون (بالبنغالية: নওগাঁ)‏ هي منطقة تقع شمال بنغلاديش وجزء من إقليم راجشاهي. سميت على اسم مقرها، مدينة ناوغاون في ناوغاون سادار أوبازيلا.

## السكان
وفقًا لتعداد 2022 في بنغلاديش، كان عدد سكان مقاطعة ناوغون 2784598 نسمة، منهم 1374312 من الذكور و 1408840 من الإناث. كان عدد سكان الريف 23.67082 (85.01٪) بينما كان عدد سكان الحضر 416243 (14.99٪). كان معدل معرفة القراءة والكتابة في منطقة ناوغاون 72.14٪ للسكان 7 سنوات فما فوق: 74.66٪ للذكور و 69.70٪ للإناث. هذا ارتفاع من 44.39٪ في عام 2001 و 28.40٪ في عام 1991. كان معدل نمو مقاطعة ناجون 8.73٪ للعقد 2001-2011، انخفاضًا من 11.33٪ في العقد 1991-2001.

## الأديان
| دِين               | السكان (1941):88-91 | النسبة المئوية (1941) | السكان (2011) | النسبة المئوية (2011) |
| ----------------- | ------------------- | --------------------- | ------------- | --------------------- |
| الإسلام           | 572627              | 69.81٪                | 2،250،427     | 86.55٪                |
| الهندوسية         | 192158              | 23.43٪                | 287.919       | 11.08٪                |
| الديانة القبلية   | 55239               | 6.73٪                 | 43119         | 1.66٪                 |
| النصرانية         | 228                 | 0.03٪                 | 18.590        | 0.71٪                 |
| أخرى              | 38                  | 0.00٪                 | 102           | 0.00٪                 |
| إجمالي عدد السكان | 820290              | 100٪                  | 2600157       | 100٪                  |

يشكل المسلمون 86.82٪ من السكان، بينما يشكل الهندوس 11.45٪ والمسيحيون 0.77٪ على التوالي. كانت الديانات الأخرى 0.95٪ من السكان. الأقليات العرقية كانت 1،07292 (3.85٪). كانت هذه أكبر الأقليات العرقية في بنغلاديش خارج أراضي هضبة شيتاغونغ.